# Донський Борис Михайлович
Бори́с Миха́йлович Донськи́й (рос. Борис Михайлович Донской; 1894 — 10 серпня 1918) — російський політичний діяч, лівий есер-максималіст, терорист. Матрос Балтійського флоту, учасник Першої світової війни (1915–1917). Вбивця командувача групи німецьких армій «Київ» Германа фон Ейхгорна.

## Біографія
Борис Донський народився в селі Гладкі Висілки Михайлівського повіту Рязанської губернії. Він походив родом з російських селян-старообрядців. Після закінчення сільської школи, 15-річний Донський виїхав на заробітки в Петербург. Він брав участь в політичних гуртках і цікавився толстовстом.
1915 року Донського мобілізували в армію і зарахували до 2-го флотського екіпажу судна «Азія» Балтійського флоту. На борту він служив мінним машиністом.
1916 року Донський вступив до лівої російської Партії соціалістів-революціонерів (есерів). Незабаром командування заарештувало його за ведення антиурядової пропаганди серед матросів та організацію голодування проти утисків офіцерства. Проте після Лютневої революції 1917 року Донського звільнили. Моряки обрали його членом виконавчого комітету Кронштадтської Ради робітничих, солдатських і матроських депутатів, а однопартійці постановили членом Кронштадтського комітету партії есерів. Безпосередній керівник Донського — есерка Ірина Каховської свідчила:
|  | ...[він] користувався величезною популярністю в Кронштадті і матроська маса постійно висувала його в усі важкі та відповідальні хвилини на передові ролі. Партія цінувала в ньому крупного масового працівника, а ті, кому частіше доводилося зустрічатися з ним, — неймовірно обворожливу, рідкої душевної чистоти людину та дорогоцінного товариша. |

Позтивну оцінку давав Донському і його колега, більшовик Федір Раскольніков:
|  | …Донський був одним з найсимпатичніших працівників Кронштадтської лівоесеровської організації. Розвинений, дуже кмітливий матрос, він мав бойовий темперамент. Молодий, невисокого зросту, з живими очима, енергійний, пристрасний і життєрадісний, він завжди був у перших рядах і сміливо дивився в обличчя небезпеці. Серед кронштадтських лівих есерів він видавався нам найбільш близьким, підтримував добрі відносини з нашою партією, і в нашій організації його любили. «Боротьба до кінця» була його стихією. |

Вночі, 4 липня 1917 року, в ході липневих заворушень в Петрограді, Донський узгодив питання участі в озброєній демонстрації із лідерами лівих есерів в Таврійському палаці й повідомив про це Кронштадтській Раді. Згодом він був членом делегації виконавчого комітету Ради на переговорах із Всеросійським Центральним Виконавчим Комітетом щодо повернення до Кронштадту усіх моряків, які брали участь у заворушеннях і були заарештовані Тимчасовим урядом.
Протягом 9 — 13 вересня 1917 року, під час Корніловського виступу, Донський спільно з однопартійцем Миколою Рівкіним командував об'єднаним загоном моряків Балтійського флоту, що були вислані для захисту Петрограда.

## Вбивство фельдмаршала Ейхгорна
30 липня 1918 року Донський кинув бомбу в командувача групою окупаційних німецьких військ в Україні Германа фон Ейхгорна. Генерал-фельдмаршал загинув разом зі своїм ад'ютантом. Вбивця був відразу затриманий.

На першому допиті він заявив: 
|  | „Звати мене Борис Михайлович Донський. Мені 24 роки. Я селянин села Михайлівського повіту Рязанської губернії, неодружений, грамотний, не судився. З 1915 по 1917 рік служив на Балтійському флоті на транспортному судні «Азія», де був мінним машиністом. В партії перебував з 1916 року. Винним себе визнаю. Центральним Комітетом Української і Російської партії лівих соціалістів-революціонерів було ухвалено постанову вбивати всіх німецьких, французьких та інших іноземних воєначальників, які ідуть в Росію забирати в селян землю і душити російську революцію. На останньому з'їзді нашої партії в Москві цю постанову було санкціоновано“. |

Після короткого слідства, Донського німецьким військово-польовим судом було засуджено до смертної казні. 10 серпня 1918 року о п'ятій годині пополудні Донський був повішений поблизу Лук'янівської в'язниці.